# Howard Wolpe

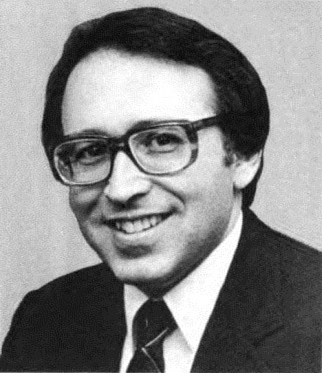
Howard Wolpe (1985)

Howard Eliot Wolpe (* 3. November 1939 in Los Angeles, Kalifornien; † 25. Oktober 2011 in Saugatuck, Michigan) war ein US-amerikanischer Politiker. Zwischen 1979 und 1993 vertrat er den Bundesstaat Michigan im US-Repräsentantenhaus.

## Werdegang
Howard Wolpe besuchte zunächst die öffentlichen Schulen seiner Heimatstadt Los Angeles. Im Jahr 1956 absolvierte er die dortige University High School. Anschließend studierte er bis 1960 am Reed College in Portland (Oregon). Er beendete seine Ausbildung im Jahr 1967 mit einem Philosophiestudium am Massachusetts Institute of Technology. Zwischen 1967 und 1972 lehrte Wolpe an der Western Michigan University in Kalamazoo in Michigan politische Wissenschaften. Von 1976 bis 1978 gehörte er dem Stab von US-Senator Donald W. Riegle an. Politisch schloss sich Wolpe der Demokratischen Partei an. Von 1969 bis 1972 war er Stadtverordneter in Kalamazoo; zwischen 1972 und 1976 saß er als Abgeordneter im Repräsentantenhaus von Michigan. In dieser Zeit war er auch Delegierter auf mehreren regionalen Parteitagen in Michigan.
Bei den Kongresswahlen des Jahres 1978 wurde Wolpe im dritten Wahlbezirk von Michigan in das US-Repräsentantenhaus in Washington, D.C. gewählt, wo er am 3. Januar 1979 die Nachfolge von Garry E. Brown antrat. Nach sechs Wiederwahlen konnte er bis zum 3. Januar 1993 sieben Legislaturperioden im Kongress absolvieren. Wolpe spezialisierte sich während seiner Zeit im Kongress auf die amerikanische Außenpolitik in Bezug auf Afrika. Er war Mitglied im auswärtigen Ausschuss und Vorsitzender des Unterausschusses für die Beziehungen zum afrikanischen Kontinent. Dabei setzte er sich erfolgreich und gegen den Willen von Präsident Ronald Reagan für Sanktionen gegen Südafrikas Apartheidsregime ein.
1992 verzichtete Wolpe auf eine weitere Kongresskandidatur. Zwei Jahre später bewarb er sich erfolglos um das Amt des Gouverneurs von Michigan. Er und seine Kandidatin für das Amt der Vizegouverneurin, Debbie Stabenow, unterlagen den Republikanern John Engler und Connie Binsfeld mit 38:61 Prozent der Stimmen deutlich. Während der Präsidentschaft von Bill Clinton führte Wolpe die amerikanische Delegation zu Friedensgesprächen zwischen den verfeindeten Staaten Burundi und Kongo. Später wurde er zeitweise Berater des Außenministeriums für afrikanische Belange. Howard Wolpe arbeitete neben seiner Beratertätigkeit an einem Buch über den Friedensprozess in Burundi. Er war mit Juliane Fletcher verheiratet.